# Tavertet
Tavertet – gmina w Hiszpanii, w prowincji Barcelona, w Katalonii, o powierzchni 32,56 km². W 2011 roku gmina liczyła 137 mieszkańców.
Tavertet jest obecnie miastem zorientowanym na turystów z wieloma domami wakacyjnymi, w których mieszkał Raimon Panikkar.